# Campionatele Mondiale de Natație 2022 (25 m) – 200 m liber masculin
Competiția de 200 de metri liber masculin de la Campionatele Mondiale de Natație 2022 (25 m) s-a desfășurat pe 18 decembrie 2022.

## Recorduri
Înainte de competiție, recordurile mondiale și ale campionatelor existente erau după cum urmează.
| Record mondial    | Paul Biedermann (GER) | 1:39.37 | Berlin, Germania | 15 noiembrie 2009 |
| Record competiție | Danas Rapšys (LTU)    | 1:40.95 | Hangzhou, China  | 14 decembrie 2018 |

În cadrul acestei competiții au fost stabilite următoarele noi recorduri:
| Dată         | Probă  | Nume          | Naționalitate | Timp    | Record |
| ------------ | ------ | ------------- | ------------- | ------- | ------ |
| 18 decembrie | Finală | Hwang Sun-woo | Coreea de Sud | 1:39.72 | CR     |

## Rezultate

### Serii
Seriile au început la 11:23.
| Poz | Serie | Linie | Nume                | Naționalitate              | Timp               | Note               |
| --- | ----- | ----- | ------------------- | -------------------------- | ------------------ | ------------------ |
| 1   | 5     | 7     | Tom Dean            | Marea Britanie             | 1:40.98            | Q                  |
| 2   | 5     | 5     | Katsuhiro Matsumoto | Japonia                    | 1:41.29            | Q                  |
| 3   | 5     | 3     | Maxime Grousset     | Franța                     | 1:41.79            | Q                  |
| 4   | 6     | 3     | Drew Kibler         | Statele Unite ale Americii | 1:41.88            | Q                  |
| 5   | 6     | 5     | Danas Rapšys        | Lituania                   | 1:42.21            | Q                  |
| 6   | 4     | 3     | David Popovici      | România                    | 1:42.31            | Q                  |
| 7   | 4     | 6     | Thomas Neill        | Australia                  | 1:42.38            | Q                  |
| 8   | 4     | 4     | Hwang Sun-woo       | Coreea de Sud              | 1:42.44            | Q                  |
| 9   | 4     | 5     | Kieran Smith        | Statele Unite ale Americii | 1:42.54            |                    |
| 10  | 5     | 6     | Antonio Djakovic    | Elveția                    | 1:43.04            |                    |
| 11  | 5     | 1     | Kregor Zirk         | Estonia                    | 1:43.16            |                    |
| 12  | 6     | 7     | Roman Fuchs         | Franța                     | 1:43.17            |                    |
| 13  | 6     | 4     | Matthew Sates       | Africa de Sud              | 1:43.22            |                    |
| 14  | 4     | 1     | Petar Mitsin        | Bulgaria                   | 1:43.48            |                    |
| 14  | 4     | 2     | Breno Correia       | Brazilia                   | 1:43.48            |                    |
| 14  | 6     | 2     | Pan Zhanle          | China                      | 1:43.48            |                    |
| 17  | 5     | 2     | Matteo Ciampi       | Italia                     | 1:43.51            |                    |
| 18  | 6     | 6     | Luc Kroon           | Țările de Jos              | 1:43.86            |                    |
| 19  | 4     | 7     | Hidenari Mano       | Japonia                    | 1:44.20            |                    |
| 20  | 3     | 4     | Luis Domínguez      | Spania                     | 1:44.25            |                    |
| 21  | 6     | 1     | Velimir Stjepanović | Serbia                     | 1:44.73            |                    |
| 22  | 4     | 8     | Carter Swift        | Noua Zeelandă              | 1:44.88            |                    |
| 23  | 2     | 5     | Ruslan Gaziev       | Canada                     | 1:44.97            |                    |
| 24  | 6     | 8     | Josha Salchow       | Germania                   | 1:45.01            |                    |
| 25  | 5     | 8     | Isak Eliasson       | Suedia                     | 1:45.17            |                    |
| 26  | 3     | 6     | Ronny Brännkärr     | Finlanda                   | 1:45.42            |                    |
| 27  | 3     | 5     | Joaquín Vargas      | Peru                       | 1:45.69            |                    |
| 28  | 3     | 1     | Ksawery Masiuk      | Polonia                    | 1:46.51            |                    |
| 29  | 2     | 4     | Wesley Roberts      | Insulele Cook              | 1:46.67            |                    |
| 30  | 3     | 7     | Cheuk Ming Ho       | Hong Kong, China           | 1:47.30            |                    |
| 31  | 2     | 6     | Max Mannes          | Luxemburg                  | 1:47.41            |                    |
| 32  | 2     | 2     | Santiago Corredor   | Columbia                   | 1:47.47            |                    |
| 33  | 3     | 3     | Jakub Poliačik      | Slovacia                   | 1:47.48            |                    |
| 34  | 3     | 8     | Illia Linnyk        | Ucraina                    | 1:47.72            |                    |
| 35  | 3     | 2     | Mikel Schreuders    | Aruba                      | 1:47.74            |                    |
| 36  | 2     | 1     | Omar Abbass         | Siria                      | 1:48.73            |                    |
| 37  | 2     | 3     | Luka Kukhalashvili  | Georgia                    | 1:49.38            |                    |
| 38  | 2     | 7     | Mark Ducaj          | Albania                    | 1:50.38            |                    |
| 39  | 2     | 8     | James Freeman       | Botswana                   | 1:51.02            |                    |
| 40  | 1     | 5     | Luke Thompson       | Bahamas                    | 1:51.31            |                    |
| 41  | 1     | 4     | Pavel Alovațki      | Republica Moldova          | 1:51.42            |                    |
| 42  | 1     | 6     | Matt Savitz         | Gibraltar                  | 1:54.02            |                    |
| 43  | 1     | 3     | Jinnosuke Suzuki    | Insulele Mariane de Nord   | 1:56.27            |                    |
| 44  | 1     | 2     | Israel Poppe        | Guam                       | 1:57.67            |                    |
| 45  | 1     | 7     | Sangay Tenzin       | Bhutan                     | 2:03.80            |                    |
| 46  | 1     | 1     | Ervin Shrestha      | Nepal                      | 2:05.03            |                    |
| 47  | 1     | 8     | Jeancarlo Calderon  | Panama                     | Nu au luat startul | Nu au luat startul |
| 47  | 5     | 4     | Kyle Chalmers       | Australia                  | Nu au luat startul | Nu au luat startul |

### Finală
Finala a avut loc la 20:50.
| Poz | Linie | Nume                | Naționalitate              | Timp    | Note    |
| --- | ----- | ------------------- | -------------------------- | ------- | ------- |
| 1   | 8     | Hwang Sun-woo       | Coreea de Sud              | 1:39.72 | CR · AS |
| 2   | 7     | David Popovici      | România                    | 1:40.79 |         |
| 3   | 4     | Tom Dean            | Marea Britanie             | 1:40.86 |         |
| 4   | 6     | Drew Kibler         | Statele Unite ale Americii | 1:41.44 |         |
| 5   | 1     | Thomas Neill        | Australia                  | 1:41.55 |         |
| 6   | 3     | Maxime Grousset     | Franța                     | 1:41.56 |         |
| 7   | 2     | Danas Rapšys        | Lituania                   | 1:41.74 |         |
| 8   | 5     | Katsuhiro Matsumoto | Japonia                    | 1:41.91 |         |